# Лоренц, Кристиан
Кри́стиан Фла́ке Ло́ренц (нем. Christian Flake Lorenz; род. 16 ноября 1966, Восточный Берлин, ГДР) — немецкий музыкант, наиболее известный как клавишник немецкой индастриал-метал-группы Rammstein.

## Биография
Кристиан Лоренц родился в Восточном Берлине. Семья была довольно благополучной: отец — инженер-конструктор, позже он даже стал директором своего предприятия. Flake в имени имеет немецкое («Флаке»), а не английское («Флейк») произношение, притом, со слов самого Кристиана в одном из интервью, что «Флаке» это не псевдоним, как иногда считается, а его реальное имя, данное при рождении, хотя в прессе также распространено написание в кавычках.
Вопреки распространённому мнению, Кристиан не получал высшее образование: «Чтобы поступить в высшее учебное заведение, нужно было сначала отслужить. Но в армию мне идти не хотелось, так что от карьеры доктора пришлось отказаться». Работал грузчиком на бойне, затем выучился на слесаря-инструментальщика. Вместе с Паулем Ландерсом и Кристофом Шнайдером немного позже оказался самым профессиональным музыкантом в Rammstein: за их плечами было участие в Feeling B — группе, сделавшей себе имя в Восточной Германии ещё до падения Берлинской стены. Она была одной из первых немецких панк-команд, которой удалось выпустить диск ещё в 1989 году. Затем группа выпустила ещё два альбома и видео.
До падения Стены он отказался от призыва в Национальную народную армию, неоднократно получая отпуск по болезни от врачей и описывая себя командованию военного округа как психически неуравновешенного.
По словам Лоренца, после падения Берлинской стены и введения немецкой марки его заработков в качестве музыканта было недостаточно, поэтому он согласился на спонсируемую государством деятельность по ПРО. Он основал некоммерческую ассоциацию с друзьями и управлял, среди прочего, картинной галереей, которая имела лишь умеренный успех, в которой он и его коллеги выставляли свои картины.
Кристиан Лоренц состоит во втором браке с 2008 года с художницей Дженни Роузмейер.

## Модели инструментов
Akai S2000, S3200, Stereo Ensoniq ASR-10, Roland PC-200 MK2, Casio XM202SPW, Clavia Nord Stage 2 (наше время).